# Iñaki Goitia
Iñaki Goitia Peña (né le 2 mars 1982) est un footballeur espagnol. Il évolue au poste de gardien de but et joue actuellement dans le championnat espagnol avec le Deportivo Alavés.

## Parcours
Goitia arrive dans l'équipe B du Málaga CF pendant la saison 2003-2004, durant laquelle il joue 20 matchs. La saison suivante, il s'améliore à son poste pour disputer finalement 36 rencontres.
Lors de la saison 2005-2006, malgré l'ascension de l'équipe première, il ne profite des rares opportunités qui lui sont offertes, et est relégué sur le banc, en tant que second gardien.
Il signe à l'été 2009 en faveur du Betis Séville, tout juste relégué en Segunda División.

## Palmarès
- Real Betis Séville
  - Champion de Liga Adelante : 2011.